# Bartenstein (Berg)
Der Bartenstein ist ein 750 m langer Bergrücken im Hohen Westerwald, dessen Basaltgipfel eine Höhe von 617,6 m erreicht. Der Rücken zieht sich von nordwestlich der Ortschaft Gusternhain (Gemeinde Breitscheid) nach Südwesten in Richtung Heisterberg (Gemeinde Driedorf). Der Berg ist die östlichste der über 600 m hohen Erhebungen des Westerwaldes und nach Höllkopf und Großefeld die dritthöchste im hessischen Teil des Gebirges.
An der Nordseite des Rückens liegt im Gipfelbereich der Basalt frei zutage. Dort ging im Mittelalter und in der frühen Neuzeit die Alte Rheinstraße (von Dillenburg nach Koblenz) vorbei. Heute verläuft hier der Westerwaldsteig, der, vom Herbstlabyrinth bei Breitscheid kommend, weiter zum Heisterberger Weiher führt.
Der Basaltgipfel ist im Geopark Westerwald-Lahn-Taunus als geologische Sehenswürdigkeit ausgewiesen.
Nach Norden hin, auf die Ortschaft Rabenscheid zu, bewahrt das 20 ha große Naturschutzgebiet 'Viehweide am Barstein' die Art der Grünlandnutzung, wie sie für den Hohen Westerwald typisch gewesen ist.
'Bartenstein' als Bezeichnung taucht in neueren topografischen Karten auf; der Berg wird sonst, insbesondere vor Ort, Barstein genannt.

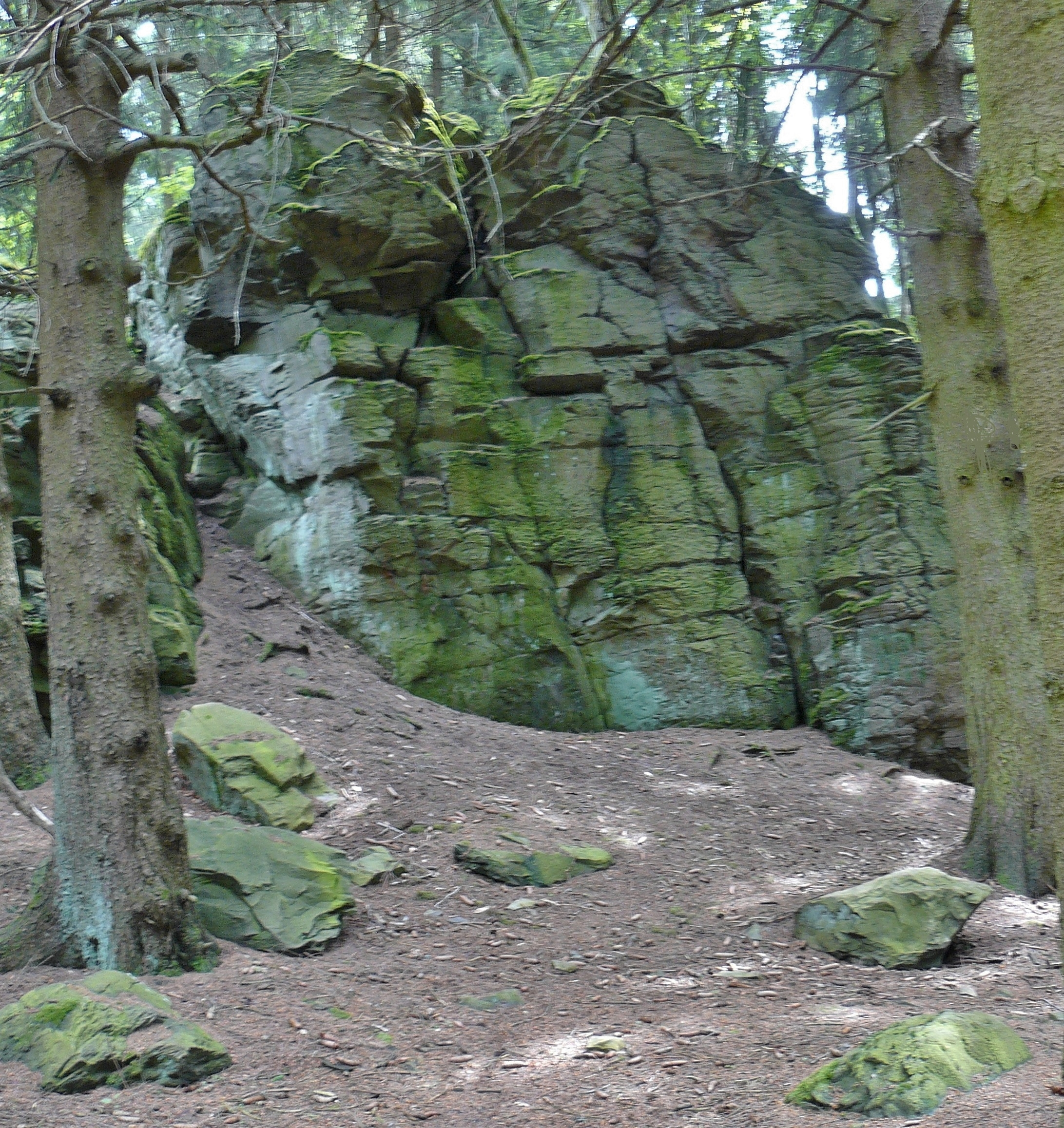
Der Barsteingipfel

Der Name Bar(den)stein wird mit einer Sage motiviert, "nach der ein hartherziger Graf unserer Gegend den Sänger, der ihm im Lied seine Schandtaten vorhielt, aus Rache lebendig am Barstein anschmieden ließ. Nun seien die Tiere des Waldes gekommen und hätten dem Gefesselten Speise gebracht. Auf der Jagd habe der Graf zufällig den angeschmiedeten Barden  wiedergefunden, und gerührt über dessen wunderbare Erhaltung habe er ihn versöhnend ans Herz gezogen".
Der Barstein ist nicht zu verwechseln mit der 1,7 km südwestlich bei Heisterberg gelegenen Baar.